# Copa de Grecia de waterpolo masculino
La Copa de Grecia de waterpolo masculino es la segunda competición más importante de waterpolo entre clubes griegos. La copa comienza a celebrarse desde 1953. Está organizada por  la Federación Griega de natación.

## Historial
Estos son los ganadores de copa:
| - 1953 Ethnicos Pireo - 1954 Ethnicos Pireo - 1955 Ethnicos Pireo - 1956 Ethnicos Pireo - 1957 Ethnicos Pireo - 1958 Ethnicos Pireo - 1959-83 No se celebra la copa - 1984 Ethnicos Pireo - 1985 Ethnicos Pireo - 1986 ANO Glyfada - 1987 ANO Glyfada - 1988 Ethnicos Pireo - 1989 ANO Glyfada - 1990 NO Quíos - 1991 Ethnicos Pireo - 1992 Olympiacos Pireo - 1993 Olympiacos Pireo | - 1994 No se celebra la copa - 1995 NO Patras - 1996 NO Vouliagmeni - 1997 Olympiacos Pireo - 1998 Olympiacos Pireo - 1999 NO Vouliagmeni - 2000 Ethnikos Piraeus - 2001 Olympiacos Pireo - 2002 Olympiacos Pireo - 2003 Olympiacos Pireo - 2004 Olympiacos Pireo - 2005 Ethnikos Piraeus - 2006 Olympiacos Pireo - 2007 Olympiacos Pireo - 2008 Olympiacos Pireo - 2009 Olympiacos Pireo - 2010 Olympiacos Pireo | - 2011 Olympiacos Pireo - 2012 NO Vouliagmeni - 2013 Olympiacos Pireo - 2014 Olympiacos Pireo - 2015 Olympiacos Pireo - 2016 Olympiacos Pireo - 2017 NO Vouliagmeni - 2018 Olympiacos Pireo - 2019 Olympiacos Pireo - 2020 Olympiacos Pireo - 2021 Olympiacos Pireo - 2022 Olympiacos Pireo - 2023 Olympiacos Pireo - 2024 Olympiacos Pireo - 2025 Olympiacos Pireo |

## Finales de Copa
| Temporada | Campeón          | Resultado                                             | Finalista                                             | Sede                 |
| --------- | ---------------- | ----------------------------------------------------- | ----------------------------------------------------- | -------------------- |
| 1953      | Ethnicos Pireo   | 5 – 4 (ext)                                           | Olympiacos Pireo                                      | Atenas               |
| 1954      | Ethnicos Pireo   | 12 – 0                                                | Olympiacos Pireo                                      | Atenas               |
| 1955      | Ethnicos Pireo   | 1 – 0 (w/o)                                           | Aris Salónica                                         | Atenas               |
| 1956      | Ethnicos Pireo   | Se celebró en grupo con la participación de 4 equipos | Se celebró en grupo con la participación de 4 equipos | Atenas               |
| 1957      | Ethnicos Pireo   | 6 – 4 (ext)                                           | Olympiacos Pireo                                      | Atenas               |
| 1958      | Ethnicos Pireo   | 5 – 2                                                 | NO Patras                                             | Atenas               |
| 1958–83   | No se celebró    | No se celebró                                         | No se celebró                                         | No se celebró        |
| 1984      | Ethnicos Pireo   | 8 – 5                                                 | ANO Glyfada                                           | Atenas               |
| 1985      | Ethnicos Pireo   | 8 – 7                                                 | Aris Salónica                                         | Atenas               |
| 1986      | ANO Glyfada      | 5 – 4                                                 | NO Vouliagmeni                                        | El Pireo             |
| 1987      | ANO Glyfada      | 10 – 7                                                | NO Vouliagmeni                                        | Atenas               |
| 1988      | Ethnicos Pireo   | 8 – 6                                                 | NO Vouliagmeni                                        | Atenas               |
| 1989      | ANO Glyfada      | 10 – 8 (ext)                                          | NO Vouliagmeni                                        | Atenas               |
| 1990      | NO Quíos         | 8 – 5 (ext)                                           | ANO Glyfada                                           | Atenas               |
| 1991      | Ethnicos Pireo   | 10 – 7                                                | ANO Glyfada                                           | Atenas (Marusi)      |
| 1992      | Olympiacos Pireo | 9 – 8                                                 | NO Patras                                             | Atenas (Marusi)      |
| 1993      | Olympiacos Pireo | 8 – 4                                                 | ANO Glyfada                                           | Atenas (Marusi)      |
| 1994      | No se celebró    | No se celebró                                         | No se celebró                                         | No se celebró        |
| 1994–95   | NO Patras        | 13 – 12                                               | NO Vouliagmeni                                        | Atenas (Marusi)      |
| 1995–96   | NO Vouliagmeni   | 11 – 8                                                | NO Patras                                             | Atenas (Marusi)      |
| 1996–97   | Olympiacos Pireo | 9 – 8                                                 | NO Patras                                             | Atenas (Marusi)      |
| 1997–98   | Olympiacos Pireo | 10 – 8                                                | NO Patras                                             | Atenas (Marusi)      |
| 1998–99   | NO Vouliagmeni   | 8 – 7                                                 | Olympiacos Pireo                                      | Corfú                |
| 1999–00   | Ethnicos Pireo   | 12 – 11 (ext)                                         | Olympiacos Pireo                                      | El Pireo             |
| 2000–01   | Olympiacos Pireo | 9 – 7                                                 | NO Vouliagmeni                                        | Patras               |
| 2001–02   | Olympiacos Pireo | 10 – 9 (ext)                                          | NO Vouliagmeni                                        | Volos                |
| 2002–03   | Olympiacos Pireo | 14 – 5                                                | NO La Canea                                           | Quíos                |
| 2003–04   | Olympiacos Pireo | 6 – 6                                                 | NO Vouliagmeni                                        | Atenas               |
| 2004–05   | Ethnicos Pireo   | 12 – 8                                                | NO Patras                                             | Salónica             |
| 2005–06   | Olympiacos Pireo | 16 – 5                                                | Panionios Atenas                                      | Arta                 |
| 2006–07   | Olympiacos Pireo | 11 – 5                                                | Ethnicos Pireo                                        | Kalamata             |
| 2007–08   | Olympiacos Pireo | 10 – 4                                                | Panionios Atenas                                      | Trípoli              |
| 2008–09   | Olympiacos Pireo | 9 – 6                                                 | Panionios Atenas                                      | Ptolemaida           |
| 2009–10   | Olympiacos Pireo | 7 – 6 (ext)                                           | Panionios Atenas                                      | Ermúpoli             |
| 2010–11   | Olympiacos Pireo | 10 – 8                                                | Panionios Atenas                                      | Kálimnos             |
| 2011–12   | NO Vouliagmeni   | 6 – 4                                                 | NO Quíos                                              | Argostoli            |
| 2012–13   | Olympiacos Pireo | 6 – 5                                                 | NO Vouliagmeni                                        | Lamía                |
| 2013–14   | Olympiacos Pireo | 11 – 10                                               | NO Vouliagmeni                                        | Atenas               |
| 2014–15   | Olympiacos Pireo | 18 – 10                                               | Panathinaikos Atenas                                  | Karpenisi            |
| 2015–16   | Olympiacos Pireo | 12 – 5                                                | NO Vouliagmeni                                        | Atenas (Vouliagmeni) |
| 2016–17   | NO Vouliagmeni   | 8 – 7                                                 | Olympiacos Pireo                                      | Karpenisi            |
| 2017–18   | Olympiacos Pireo | 14 – 8                                                | ANO Glyfada                                           | Quíos                |
| 2018–19   | Olympiacos Pireo | 6 – 4                                                 | NO Vouliagmeni                                        | Karpenisi            |
| 2019–20   | Olympiacos Pireo | 18 – 6                                                | Ethnicos Pireo                                        | Quíos                |
| 2020–21   | Olympiacos Pireo | 20 – 4                                                | AEK Atenas                                            | Atenas (Vouliagmeni) |
| 2021–22   | Olympiacos Pireo | 9 – 8                                                 | NO Vouliagmeni                                        | Larisa               |
| 2022–23   | Olympiacos Pireo | 14 – 4                                                | Panathinaikos Atenas                                  | Patras               |
| 2023–24   | Olympiacos Pireo | 16 – 8                                                | Apollon Smytnis (Atenas)                              | Atenas (Vouliagmeni) |
| 2024–25   | Olympiacos Pireo | 22 – 9                                                | Panathinaikos Atenas                                  | Volos                |

## Palmarés
| Club                     | Ganador | Finalista | Temporadas |
| ------------------------ | ------- | --------- | --- |
| Olympiacos S.F. Pireo    | 26      | 6         | 1992, 1993, 1997, 1998, 2001, 2002, 2003, 2004, 2006, 2007, 2008, 2009, 2010, 2011, 2013, 2014, 2015, 2016, 2018, 2019, 2020, 2021, 2022, 2023, 2024, 2025 |
| Ethnicos Pireo           | 12      | 2         | 1953, 1954, 1955, 1956, 1957, 1958, 1984, 1985, 1988, 1991, 2000, 2005                                                                                     |
| NO Vouliagmeni           | 4       | 13        | 1996, 1999, 2012, 2017 |
| ANO Glyfada              | 3       | 5         | 1986, 1987, 1989 |
| NO Patras                | 1       | 6         | 1995 |
| NO Quíos                 | 1       | 1         | 1990 |
| Panionios Atenas         | -       | 5         | - |
| Panathinaikos Atenas     | -       | 3         | - |
| Aris Salónica            | -       | 2         | - |
| NO La Canea              | -       | 1         | - |
| AEK Atenas               | -       | 1         | - |
| Apollon Smytnis (Atenas) | -       | 1         | - |

## MVP de la Final
| Año  | Jugador                  | Equipo           |
| ---- | ------------------------ | ---------------- |
| 1999 | Giorgos Afroudakis       | NO Vouliagmeni   |
| 2000 | Thodoris Kalakonas       | Ethnicos Pireo   |
| 2001 | Thodoris Hatzitheodorou  | Olympiacos Pireo |
| 2002 | Thodoris Hatzitheodorou  | Olympiacos Pireo |
| 2003 | Nicos Doulas             | NO Quíos         |
| 2005 | Dimitris Mazis           | Ethnicos Pireo   |
| 2006 | Thodoris Hatzitheodorou  | Olympiacos Pireo |
| 2007 | Giorgos Doskas           | Olympiacos Pireo |
| 2008 | Slobodan Nikić           | Olympiacos Pireo |
| 2009 | Slobodan Nikić           | Olympiacos Pireo |
| 2010 | Thodoris Hatzitheodorou  | Olympiacos Pireo |
| 2011 | Yannis Fountoulis        | Olympiacos Pireo |
| 2012 | Christos Afroudakis      | NO Vouliagmeni   |
| 2013 | Yannis Fountoulis        | Olympiacos Pireo |
| 2014 | Costas Mourikis          | Olympiacos Pireo |
| 2015 | Manolis Mylonakis        | Olympiacos Pireo |
| 2016 | Angelos Vlachopoulos     | Olympiacos Pireo |
| 2017 | Manos Zerdevas           | NO Vouliagmeni   |
| 2018 | Yannis Fountoulis        | Olympiacos Pireo |
| 2019 | Alexandros Gounas        | Olympiacos Pireo |
| 2020 | Maro Joković             | Olympiacos Pireo |
| 2021 | Dinos Genidounias        | Olympiacos Pireo |
| 2022 | Manos Zerdevas           | Olympiacos Pireo |
| 2023 | Dinos Genidounias        | Olympiacos Pireo |
| 2024 | Alexandros Papanastasiou | Olympiacos Pireo |
| 2025 | Dinos Genidounias        | Olympiacos Pireo |